# Douglas TBD Devastator
Douglas TBD Devastator byl americký celokovový jednomotorový dolnoplošný torpédový bombardér, vyvinutý v polovině 30. let 20. století, který sloužil na letadlových lodích US Navy v době druhé světové války. Ve své době patřil Devastator k technicky nejpokročilejším strojům US Navy, ale jelikož vznikl v době velkého pokroku v letectví, byl už v době útoku na Pearl Harbor poměrně zastaralý.
Devastatory se účastnily operací na počátku války, z nichž nejvýznamnější bylo jejich nasazení v bitvě v Korálovém moři, kde se podílely na potopení japonské letadlové lodě Šóhó a především v bitvě u Midway. Zde nasazené stroje byly těžce zdecimovány japonskou obranou a Devastator byl ve službě urychleně nahrazen typem TBF Avenger.

## Vývoj

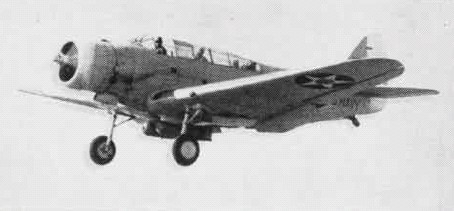
První prototyp XTBD-1 za letu, 1935

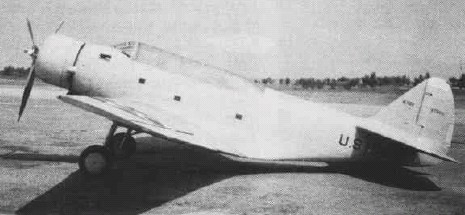
První prototyp XTBD-1 na zemi, 1935

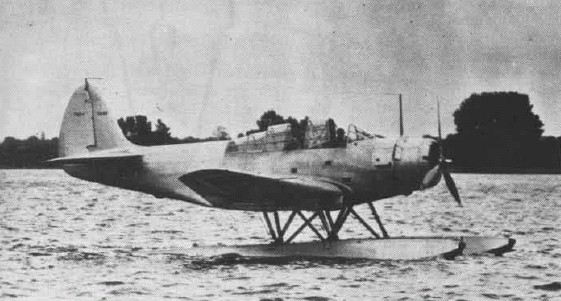
Jediný kus plovákové verze TBD-1A v roce 1939

Specifikace na vývoj nového palubního letounu pro US Navy, schopného jak klasického tak torpédového bombardování, byly vydány 30. června 1934. Nový typ měl nahradit dvouplošné palubní bombardéry typů Martin MB-2 a Great Lakes TG-2. V soutěži projekt Douglasu porazil konkurenční plovákový typ Hall XPTBH-2 a typ Great Lakes XTBG-1, u kterého firma znovu použila již nedostačující dvouplošnou koncepci, vylepšenou pouze o zatahovací podvozek.
První prototyp XTBD-1 (BuNo 9720), poháněný provizorně motorem Pratt & Whitney XR-1830-60 Twin Wasp o výkonu 800 hp, poprvé vzlétl 15. dubna 1935 v Clover Field. Prototyp poté prošel řadou testů, včetně 13 startů a přistání na palubě letadlové lodi USS Lexington v prosinci roku 1935 (první přistání proběhlo 5. prosince 1935). Koncem prosince se pak letoun vrátil zpět k výrobci, jenž na něm provedl některé úpravy. Především byl původní překryt kabiny nahrazen novým, daleko klenutějším, který osádce poskytoval lepší výhled. Po roce testy prototypu pokračovaly, ale mezitím už byl letoun dne 16. ledna 1936 přijat do výzbroje US Navy a dne 3. února 1936 byla objednána série 114 kusů (samotný první prototyp byl i nadále používán k testům a v roce 1943 sešrotován).
Výroba typu začala v roce 1937 a první sériový kus TBD-1 vzlétl 25. června 1937. Sériové modely se lišily především novým krytem pilotní kabiny, chladičem oleje, přemístěným pod pravé křídlo a silnějším motorem Pratt & Whitney R-1830-64.
Kromě standardní palubní torpédové verze vznikl ještě prototyp plovákového torpédového bombardéru TBD-1A. Ten si americké námořnictvo v roce 1939 objednalo pro pobřežní obranu a operace ze základen v Pacifiku. Pro přestavbu na verzi TBD-1A byl v červnu 1939 vyčleněn jeden sériový Devastator, u kterého byl původní podvozek nahrazen dvojicí celokovových plováků. Použité torpédo bylo stejného typu, jako u sériových strojů. Při zkouškách byl letoun hodnocen kladně (rychlost vlivem vyššího odporu poklesla o 30 km/h). Zájem o plovákové Devastatory mělo i Nizozemsko, jejich dodávce ale zabránila okupace země Německem. Zájem o letoun mezitím ztratilo i US Navy a proto zůstalo u jediného prototypu, který byl až do září roku 1943 používán pro různé zkoušky (především používaných torpéd Bliss–Leavitt Mark XIII).

## Konstrukce
Devastator získal v rámci US Navy několik prvenství. Byl prvním běžně užívaným celokovovým jednoplošníkem na letadlových lodích US Navy. Jako první měl plně zakrytou kabinu a hydraulicky sklápěná křídla.
Koncepcí se jednalo o robustní jednomotorový celokovový dolnoplošník s poloskořepinovým trupem a krytou kabinou tříčlenné osádky. Letoun poháněl čtyřdobý vzduchem chlazený zážehový hvězdicový čtrnáctiválec Pratt & Whitney R-1830-64 Twin Wasp o výkonu 900 hp, který roztáčel třílistou stavitelnou vrtuli Hamilton Standard. Podvozek letounu byl záďový, hlavní podvozkové nohy se zatahovaly směrem dozadu a jejich kola i po zatažení podvozku vyčnívala z profilu křídla. Před pevným (zatahovací bylo pouze u prototypu) ostruhovým kolečkem se nacházel přistávací hák pro přistání na letadlové lodi.
Křídlo letounu bylo dvounosníkové s kovovým potahem, jenž tvořil u vnějších částí křídla pro letoun charakteristický, jemně zvlněný duralový plech, jenž měl zvýšit pevnost křídla. Řídící plochy byly potaženy plátnem. Křídlo se sklápělo směrem vzhůru a mělo křidélka a vztlakové klapky.
Tříčlenná osádka seděla pod dlouhým překrytem, který tvořil téměř polovinu délky letounu. První byl pilot, uprostřed seděl bombometčík a na konci kokpitu byl radista, který obsluhoval i zadní kulomet. Bombometčík používal zaměřovač typu Norden XV-3, ovšem v případě, že letoun letěl na torpédovou misi, skládala se dvoučlenná osádka pouze z pilota a radisty/střelce.
Obranná výzbroj letounu se skládala z pevného synchronizovaného kulometu M2 Browning ráže 7,62 mm (v některých případech byl instalován kulomet M2 Browning ráže 12,7 mm) a pohyblivého kulometu střelce. Střelec bránil zadní polosféru letounu jedním pohyblivým kulometem M2 Browning ráže 7,62 mm, umístěným na oběžném kruhu. Pro střelbu bylo nejprve nutné zvednout zadní část překrytu kabiny.
Hlavní útočnou zbraní bylo letecké torpédo Bliss–Leavitt Mark XIII ráže 569 mm. Další variantou bylo podvěšení dvou pum o hmotnosti 454 kg pod trupem či až 12 pum o hmotnosti 45 kg pod křídly.

## Operační nasazení

### Předválečná služba

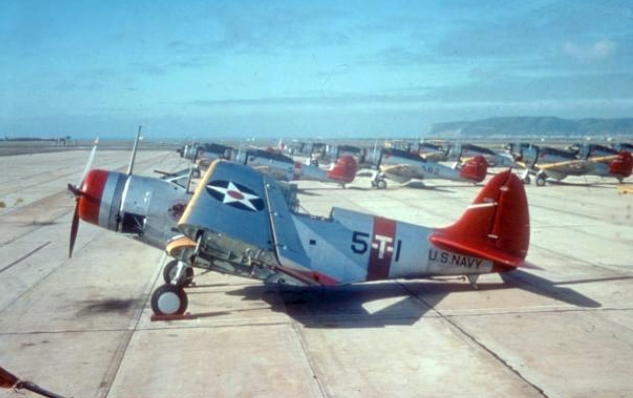
Douglas TBD-1 Devastator jednotky VT-5, NAS North Island, 1939

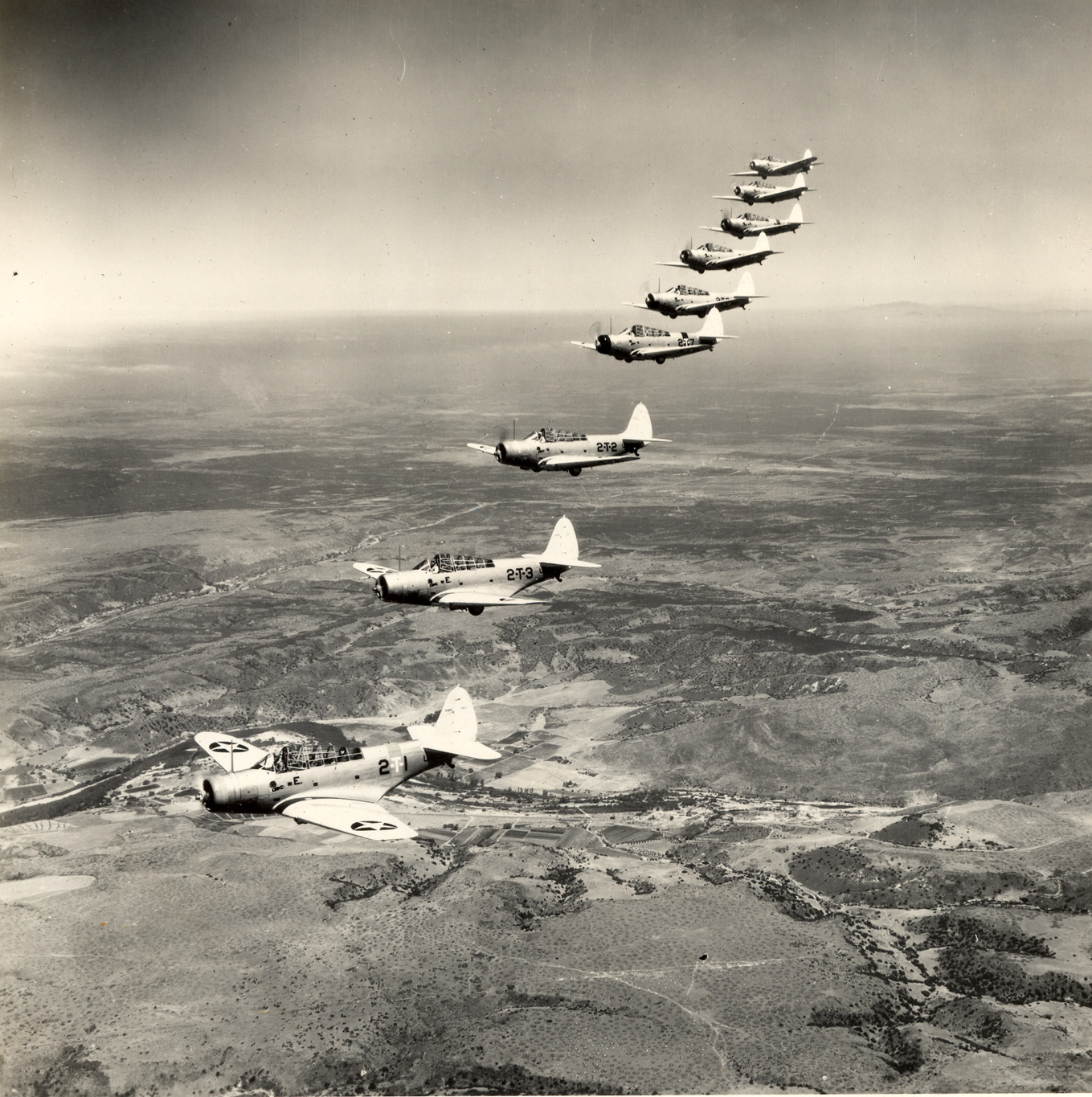
Devastatory jednotky VT-2 z letadlové lodi USS Lexington v lednu 1941.

První jednotkou, která letouny TBD obdržela byla v říjnu roku 1937 squadrona VT-3 z letadlové lodě USS Saratoga. Celkem bylo vyrobeno 130 kusů letounů TBD Devastator (prototyp, 114 kusů první a 15 kusů druhé série), které sloužily na palubách letadlových lodí USS Lexington, USS Saratoga, USS Ranger, USS Yorktown, USS Enterprise, USS Wasp a USS Hornet. Příchod těchto letounů do služby znamenal oproti doposud používaným dvouplošníkům výrazný kvalitativní skok. Na druhé straně vedl náročný výcvik k silnějšímu opotřebení letounů a provozní havárie výrazně snížily jejich počet (koncem roku 1938 až na 100 kusů), což vedlo k tomu, že americké námořnictvo přiobjednalo výrobu dalších 15 kusů.

### Druhá světová válka

#### Počátek války
Už na počátku druhé světové války se ukazovalo, že stroj je technicky překonán, ale jeho nástupce Grumman TBF Avenger ještě nebyl zařazen do služby. Devastator byl proti moderním strojům pomalý, neohrabaný, se slabou výzbrojí a zranitelný díky absenci pancéřové ochrany. Nízká rychlost s podvěšeným torpédem z něj dělala snadný cíl stíhačů a protiletadlových děl.
Na počátku války bylo na sedmi letadlových lodích celkem 69 Devastatorů. Prvním bojovým nasazením Devastatorů bylo dne 1. února 1942 bombardování atolu Kwajalein letouny squadrony VT-6 z letadlové lodi Enterprise a atolu Jaluit (oba jsou součástí Marshallových ostrovů) letouny jednotky VT-5 z paluby Yorktown.
Další akcí bylo 24. února 1942 bombardování Japonci obsazeného atolu Wake letouny jednotky VT-6 z Enterprise a poté 4. března bombardování ostrova Minami Torišima. Dne 10. března 1942 se Devastatory squadron VT-5 a VT-2 z letadlových lodí Yorktown a Lexington zúčastnily velkého náletu na Novou Guineu. Při útoku, jehož cílem bylo zničit zde pobývající japonská plavidla a zařízení základen Lae a Salamaua, svrhly letouny TBD celkem 13 torpéd, z nichž však většina selhala.

#### Bitva v Korálovém moři

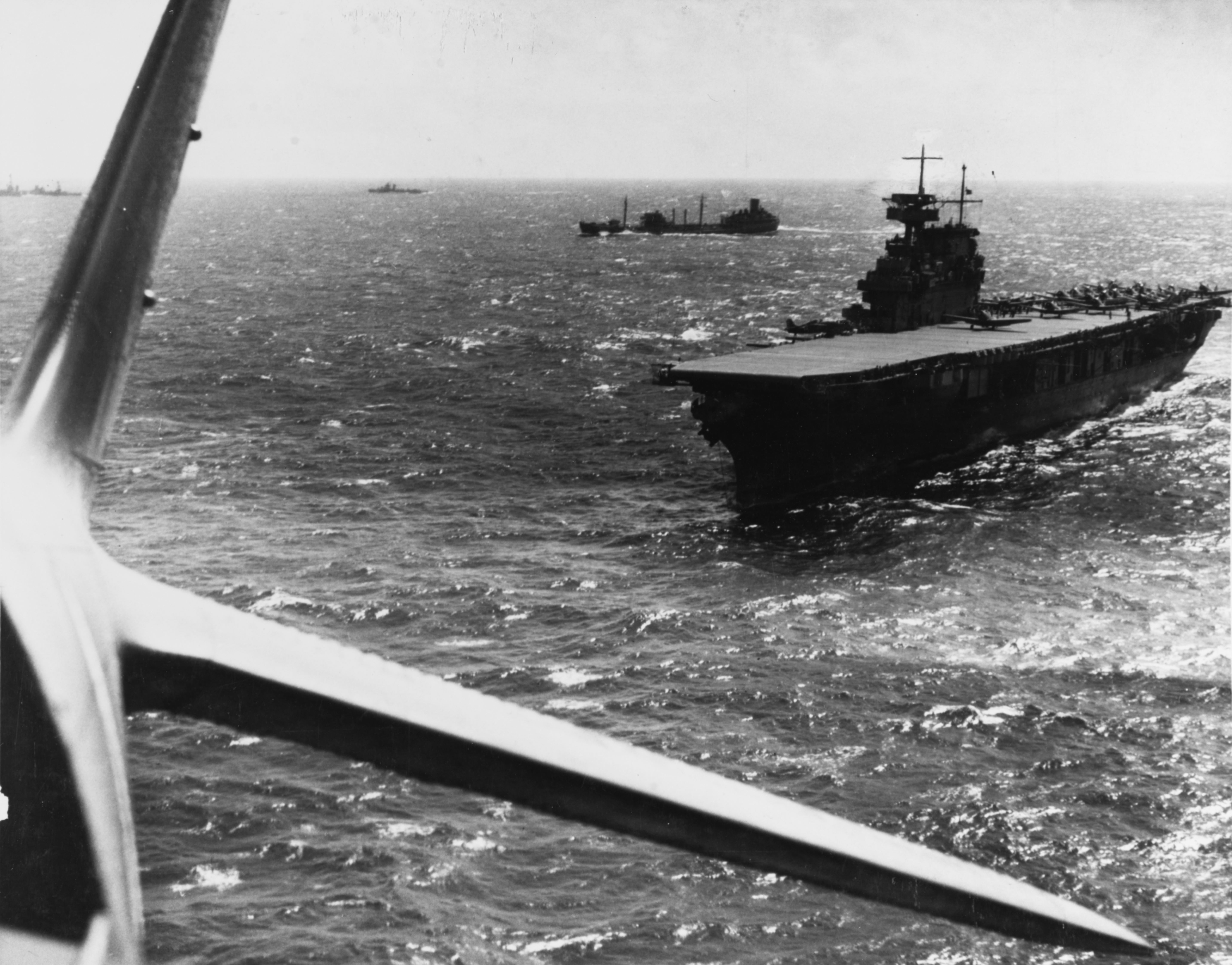
TBD Devastator krátce po startu z paluby letadlové lodě USS Yorktown, 1942

Důležitou epizodou v nasazení letounů TBD byla bitvě v Korálovém moři, ve které se Devastatory podílely na potopení japonské lehké letadlové lodě Šóhó.
Předzvěstí samotné bitvy bylo dne 3. května 1942 obsazení ostrova Tulagi japonským výsadkem. Američané druhého dne zareagovali náletem letounů z letadlové lodi Yorktown (28 SBD Dauntless a 11 TBD Devastator v první vlně a 27 Dauntless a 11 TBD Devastator v druhé vlně), jež vyřadily japonský torpédoborec, minolovku, několik výsadkových člunů a dva hydroplány Kawaniši H6K Mavis. Celkově však účinek náletu nesplnil očekávání.
Během samotné bitvy tvořily Devastatory jednotek VT-2 a VT-5 součást amerického svazu 93 letounů, který 7. května směřoval proti domnělé pozici japonského hlavního svazu a přitom náhodou objevily jiný svaz, jehož součástí byla i lehká letadlová loď Šóhó. Tu zasáhlo a potopilo celkem 13 pum a sedm torpéd. Následujícího dne se americkým letounům podařilo ještě poškodit letadlovou loď Šókaku, letouny TBD však svými torpédy nedosáhly žádného zásahu. Naopak americké námořnictvo v bojích ztratilo letadlovou loď USS Lexington, s níž ke dnu kleslo i 12 letounů TBD perutě VT-2.

#### Bitva u Midway

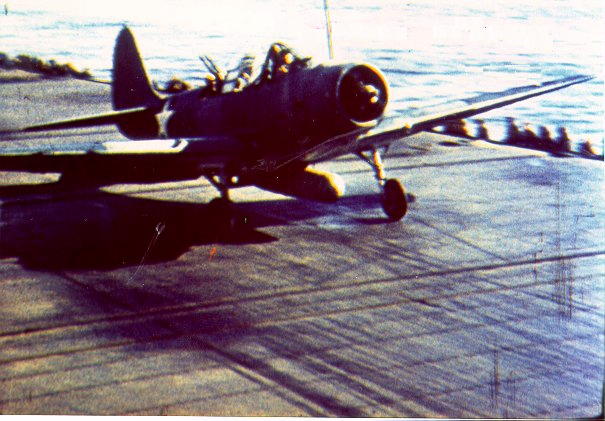
Douglas TBD-1 Devastator squadrony VT-8, startuje dne 4. června 1942, během bitvy u Midway, z paluby letadlové lodi USS Hornet. Letoun pilotuje velitel perutě John C. Waldron. Druhý člen posádky je Horace Franklin Dobbs.

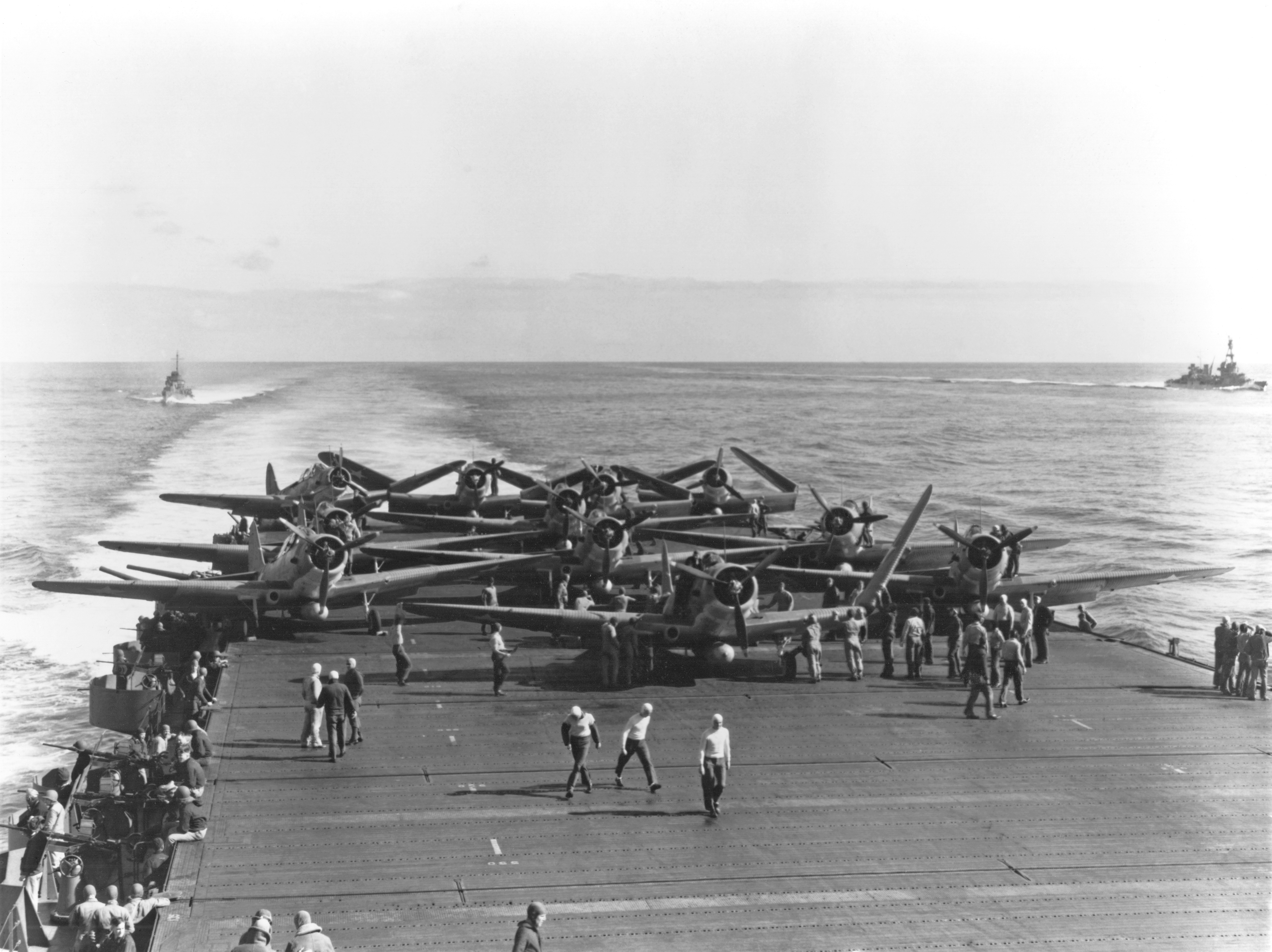
Letouny TBD na palubě Enterprise během bitvy u Midway

Bitva u Midway, jež přinesla obrat ve vývoji války v Pacifiku, se účastnily tři jednotky letounů TBD (VT-6 z  USS Enterprise, VT-8 z USS Hornet a VT-3 z USS Yorktown).
U Midway vzlétlo 4. června 1942 z lodí Hornet, Enterprise a Yorktown celkem 41 těchto strojů, aby napadly japonskou flotilu. Před útokem ztratily kontakt se svým stíhacím doprovodem a zaútočily bez jejich ochrany. Před svržením torpéda muselo letadlo dlouho letět pomalu a nízko nad hladinou, což z něj dělalo snadný cíl.
První zaútočilo 15 letounů TBD jednotky VT-8 pod velením Lt. Cdr. Johna C. Waldrona. Všechny letouny byly při útoku sestřeleny a z celé jednotky přežil pouze pilot George Gay, jenž dokázal se svým letounem nouzově přistát na hladině. Jako druhá zaútočila letka VT-6, které velel Lt. Cdr. Eugene E. Lindsey. Čtrnáct Devastatorů VT-6 napadlo letadlovou loď Kaga, přičemž deset letounů bylo při útoku sestřeleno a nepodařilo se ani dosáhnout úspěšného zásahu. Jako poslední zaútočila letka VT-3, která jako jediná měla doprovod šesti stíhacích letounů F4F-4 Wildcat. Dvanáct letounů nedosáhlo žádného zásahu, naopak devět z nich bylo sestřeleno a jeden musel nouzově přistát na mořskou hladinu u mateřské lodi.
Ze 41 nasazených letounů tedy bylo během útoku ztraceno plných 35, aniž by se jim podařil zásah. Uvádí se však, že jejich útok nebyl marný, protože donutil japonské stíhače klesnout a spotřebovat většinu munice, což umožnilo střemhlavým bombardérům Douglas SBD Dauntless zasáhnout japonské letadlové lodě při doplňování paliva a přezbrojování nové útočné vlny, když byly nejvíce zranitelné.
Poslední účastí letounů TBD v bitvě byla 6. června 1942 účast tří strojů jednotky VT-6 na náletu, který potopil těžký křižník Mikuma a těžce poškodil jeho sesterskou loď Mogami.

#### Jiná bojiště
Menší množství Devastatorů operovalo i mimo oblast pacifického válčiště. Letadlová loď USS Ranger je používala především k protiponorkovému hlídkování v oblasti Karibiku a letadlová loď USS Wasp s nimi operovala v Atlantiku.

#### Závěr služby

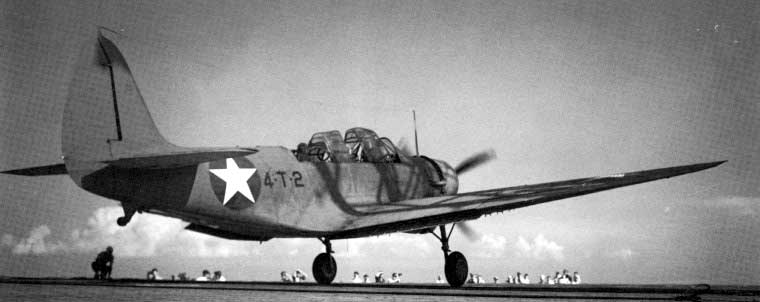
Devastator startující z letadlové lodě USS Ranger v červenci 1942

Po bitvě u Midway byly zbývající Devastatory postupně vyřazeny z operační služby a převedeny k výcviku. V této roli dosluhovaly až do roku 1944.
Žádné muzeum nemá typ ve svých sbírkách. Pravděpodobně jediné dva známé zachranitelné kusy jsou stroje z letadlové lodi Yorktown, které nouzově přistály na dně laguny atolu Jaluit na Marshallových ostrovech. V současnosti se uvažuje o vyzvednutí jednoho z nich a jeho zařazení do sbírek Národního muzea námořního letectví v Pensacole.

## Specifikace (TBD-1)

TBD Devastator

Reference

### Technické údaje
- Posádka:
  - Bombardování: 3 (pilot, navigátor-bombometčík, radiotelegrafista-střelec)
  - Torpédový útok: 2 (pilot, radiotelegrafista-střelec)
- Rozpětí: 15,24 m
  - Rozpětí se složeným křídlem: 7,65 m
- Délka: 10,67 m
- Výška: 4,49 m
  - Výška se složeným křídlem: 5,70 m
- Nosná plocha: 39,2 m²
- Hmotnost prázdného letounu: 2542 kg
- Vzletová hmotnost: 4628 kg
- Pohonná jednotka: 1 × dvouhvězdicový čtyřdobý vzduchem chlazený zážehový čtrnáctiválec Pratt & Whitney R-1830-64 Twin Wasp
  - Výkon motoru: 900 hp (671 kW)

### Výkony
- Maximální rychlost: 330 km/h ve výšce 2450 m
- Dostup: 5950 m
- Stoupavost: 219 m/min.
- Dolet: 1120 km
  - Dolet s torpédem: 700 km

### Výzbroj
- 1 × pevný synchronizovaný kulomet M2 Browning ráže 7,62 mm se zásobou 600 nábojů (mohl být použit i typ M2 Browning ráže 12,7 mm)[3]
- 1 × pohyblivý kulomet M2 Browning ráže 7,62 mm (v některých případech byl instalován dvojkulomet)[3]
- Hlavní varianty podvěšené výzbroje:
  - 1 × torpédo Bliss–Leavitt Mark XIII ráže 569 mm
  - 2 × puma o hmotnosti 454 kg
  - 12 × puma o hmotnosti 45 kg